# Kejserliga japanska arméns luftkår
Kejserliga japanska arméns luftkår (japanska: 大日本帝國陸軍航空部隊; Dainippon Teikoku Rikugun Kōkūbutai) eller kejserliga japanska arméflyget (förenklat) var den kejserliga japanska arméns flygvapen och arméflyg mellan 1912 till 1945, då det tillsammans med den kejserliga japanska armen upplöstes som del av andra världskrigets slut. Som flygvapen var dess primära funktion att tillhandahålla luftunderstöd, luftförsvar och spaning åt dito.
Kejserliga japanska arméns luftkår var skiljt från kejserliga japanska flottans flygkår (d.v.s. "kejserliga japanska marinflyget"), som tillhandahöll militärflyg med längre räckvidd i området kring Stilla havet, och vars primära uppgift var att operera vid kuster, konvojer, samt bekämpa fiendefartyg, medan arméns luftkår var primärt koncentrerade på att verka vid landbaserade aktioner.

## Historik

### De första åren
Den japanska militären fick tag i sina första flygplan 1910, efter att dessa köpts från Västeuropa dit två kaptener skickats för att få utbildning inom flygning. Den ena av dessa, Yoshitoshi Tokugawa, genomförde den första flygningen i japan i december 1909, och kom senare att tillverka japans första flygplan, Kaishiki Nr.1, som flögs 1911. Samma år togs beslutet att dela upp japans luftkårer i två separata organisationer, en som en del av flottan, och den andra som en del av armén. 
När första världskriget bröt ut 1914, studerades de europeiska flygkriget noggrant, och samtidigt expanderade arméns luftkår stadigt. Flera japanska frivilliga deltog i första världskrigets luftkrig, framförallt i franska arméns flygvapen. 
Efter första världskrigets slut 1918 ökades japanska arméns luftkårs styrka, flera flygplan köptes och sattes i tjänst under de kommande åren. Nakajima Hikoki KK blev den första tillverkaren av flygplan i japanska imperiet, och byggde till en början brittiska och franska jaktplan på licens. Detta följdes av Mitsubishi som tillverkade diverse licensproducerade varianter av Sopwith från 1921.

### Andra kinesisk-japanska kriget och andra världskriget
Under andra kinesisk-japanska kriget spelade japanska arméns luftkår en viktig roll. Vid den tidpunkten var Nakajima Ki-27 (中島 キ27) det mest använda jaktplanet, och Mitsubishi Ki-21 (三菱 キ21) det främsta bombplanet. Piloterna i arméns luftkår mötte under första delen av detta krig mycket lite motstånd i luftrummet över Kina, och det förblev så fram tills de Flygande Tigrarna uppstod. Kineserna flög framförallt sovjetiska flygplan, så som Polikarpov I-15 och I-16. Av dessa var I-16 mest jämförbart med japanska arméns Ki-27, men de japanska piloternas överlägsna träning gjorde att luftherravälde snabbt kunde upprättas. I Sovjetunionen testades ett erövrat Ki-27 mot diverse sovjetiska motsvarigheter, däribland I-16. Av detta drogs slutsatsen att Ki-27 var överlägset i luftstrid, krävde kortare landings- och startbana, samt var mer manöverbart. Erfarenheterna som ackumulerades i andra sino-japanska kriget var värdefulla och skulle komma att appliceras när andra världskriget bröt ut. 
Vid tidpunkten för attacken mot Pearl Harbor hade en intern politisk maktkamp utvecklats mellan japanska flottan och armén och dessa var mycket sällan samarbetsvilliga. Vid krigsutbrottet 1941 stod ca 1 500 flygplan till arméns luftkårs förfogande. Ansvariga för att välja ut, ta fram och implementera nya flygplan i arméns luftkår var Koku Hombu, Kejserliga japanska arméns luftkårs tekniska avdelning. Inom detta organ fanns ett större antal seniora officerare som besatt höga positioner, och dessa hade en stark generell partiskhet till fördel för lätta, manöverbara jaktplan som exempelvis Ki-27 och Ki-43 (中島 キ43). Detta medan resten av världen började se vikten av bepansrade, tyngre jaktplan med tyngre beväpning och större motorer. 
I det tidiga kriget över stilla havet visade sig de japanska piloterna och deras plan vara mycket kapabla, dels på grund av erfarenhet över Kina, dels på grund av deras för tiden avancerade flygplan, men även på grund av att de allierade inte ännu hade tillräcklig information om japansk utrustning, och använde därför till en början flygtaktiker som inte alls lämpade sig väl mot japanernas lätta, manöverbara plan. General Chennault, befälhavare över de Flygande Tigrarna, insåg tidigt de japanska jaktplanens styrkor, och förbjöd därför sina piloter att gå i direkt luftstrid med dessa. Istället skulle hans piloter utnyttja japanska jaktplans låga vikt och dyka ifrån dem efter att en kort attack hade utförts. 
Med krigets utveckling visade det sig relativt snabbt att japan inte kunde hålla samma produktion som USA, och krigslyckan hade vänt för imperiet. De allierade utvecklade nya jaktplan som ganska snart var överlägsna de japanska. Arméns luftkår sattes i en defensiv roll och försökte med allt desperatare metoder avvärja amerikanska bombanfall mot japanska fastlandet. Brist på strategiskt viktiga råmaterial rådde och man hade svårt att ersätta de erfarna piloterna som stupade i strid. 
Mot slutet av kriget använde man sig av kamikaze-attacker för att försöka stoppa den överlägsna fienden. 

### Efter kriget
Efter andra världskrigets slut 1945 avvecklades Kejserliga japanska armén, dess luftkår, samt i slutändan hela det japanska imperiet. I juli 1954 grundades Japanska Luftväsendets Självförsvarsstyrka, två år efter att den amerikanska ockupationen av japan hade avslutats. Detta understöddes under kalla kriget av USA, både i form av materiel och information. Det förblir idag Japans luftvapen.

## Organisation
Japanska imperiet hade aldrig ett självständigt, separat flygvapen, utan detta var istället integrerade delar av armén och flottan. Kejsaren av Japan kontrollerade det Kejserliga högkvarteret i Tokyo som i sin tur hade den Kejserliga armén och dess luftkår under sig. 
På taktisk organisationsnivå var arméns luftkår indelad enligt följande:
- Hikoshidan (ung. Luftdivision): Den största taktiska organisationen i befälskedjan. En sådan division utövar både operativ och administrativ kontroll över lägre flygförband under sitt befäl.
  - Hikodan (ung. Luftbrigad): Underordnad luftdivisionen. Det finns minst två luftbrigader under en luftdivision. Luftbrigaden är en mycket rörlig operativ organisation och är flexibel i sin sammansättning.
    - Hikosentai (ung. Luftregemente): Tre eller fyra luftregementen utgör en luftbrigad.
    - Chutai (ung. Skvadron): Ett luftregemente består av minst tre skvadroner.

## Flygplan
Kejserliga japanska arméns luftkår ställde andra krav på sina flygplan än vad flottan gjorde, exempelvis använde sig aldrig arméns luftkår av det berömda jaktplanet Mitsubishi A6M Zero. Nedan följer en lista över de flygplansmodeller som tjänstgjorde i arméns luftkår:

### Jaktplan
- Nakajima Ki-27 中島 キ27 九七式戦闘機 (Jaktplan Typ 97)
- Nakajima Ki-43 中島 キ43 一式戦闘機 隼 (Jaktplan Typ 1)
- Nakajima Ki-44 中島 キ44 二式戦闘機 鍾馗 (Jaktplan Typ 2)
- Kawasaki Ki-45 Kai 川崎 キ45改 二式複座戦闘機 屠龍 (Tvåsitsigt Jaktplan Typ 2)
- Kawasaki Ki-61 川崎 キ61 三式戦闘機 飛燕 (Jaktplan Typ 3)
- Nakajima Ki-84 中島 キ84 四式戦闘機 疾風 (Jaktplan Typ 4)
- Kawasaki Ki-100 川崎 キ100 五式戦闘機 (Jaktplan Typ 5)

### Bombplan
- Mitsubishi Ki-21 三菱 キ21 九七式重爆撃機 (Tungt Bombplan Typ 97)
- Mitsubishi Ki-30 三菱 キ30 九七式軽爆撃機 (Lätt Bombplan Typ 97)
- Kawasaki Ki-32 川崎 キ32 九八式軽爆撃機, (Lätt Bombplan Typ 98)
- Kawasaki Ki-48 川崎 キ48 九九式双軽爆撃機 (Tvåmotorigt Lätt Bombplan Typ 99)
- Nakajima Ki-49 中島 キ49 一〇〇式重爆撃機 呑龍 (Tungt Bombplan Typ 100)
- Mitsubishi Ki-67 三菱 キ67 四式重爆撃機 飛龍 (Tungt Bombplan Typ 4)

### Spaningsplan
- Mitsubishi Ki-15 三菱 キ15 九七式司令部偵察機 (Spaningsplan Typ 97)
- Tachikawa Ki-36 立川 キ36 九八式直協偵察機 (Spaningsplan Typ 98)
- Mitsubishi Ki-51 三菱 キ51 九九式軍偵察機 (Spaningsplan Typ 99)
- Mitsubishi Ki-46 三菱 キ46 一〇〇式司令部偵察機 (Spaningsplan Typ 100)

### Skolflygplan
- Tachikawa Ki-9 立川 キ9 九五式一型練習機 (Skolflygplan Typ 95 Modell 1)
- Tachikawa Ki-17 立川 キ17 九五式三型練習機 (Skolflygplan Typ 95 Modell 3)
- Tachikawa Ki-55 立川 キ55 九九式高等練習機 (Skolflygplan Typ 99)
- Tachikawa Ki-54 立川 キ54 一式双発高等練習機 (Tvåmotorigt Skolflygplan Typ 1)
- Manshū Ki-79 満州 キ79 二式高等練習機 (Skolflygplan Typ 2)
- Kokusai Ki-86 国際 キ86 四式基本練習機 (Skolflygplan Typ 4)

### Transportflygplan
- Nakajima Ki-34 中島 キ34 九七式輸送機 (Transportflygplan Typ 97)
- Mitsubishi Ki-57 三菱 キ57 一〇〇式輸送機 (Transportflygplan Typ 100)
- Kawasaki Ki-56 川崎 キ56 一式貨物輸送機 (Lastflygplan Typ 1)
- Kokusai Ki-59 国際 キ59 一式輸送機 (Transportflygplan Typ 1)